# La Terreur du pensionnat
Pour plus de détails, voir Fiche technique et Distribution.
La Terreur du pensionnat (Il birichino di papà) est un film italien de téléphones blancs réalisé par Raffaello Matarazzo, sorti en 1943.
Il birichino di papà est adapté du roman du même nom (titre original Papas Junge) publié en 1905 par Henny Koch (de) et traduit en italien par Maria Campari. C'est le dernier film que Matarazzo a tourné en Italie dans les années 1930 et au début des années 1940 avant de déménager, par crainte d'être appelé à la guerre.

## Synopsis
La sœur aînée de Nicoletta, une jeune fille turbulente aux allures de garçon manqué, s'apprête à épouser le fils d'une marquise. Cette dernière exige que Nicoletta s'inscrive au collège dont elle préside les destinées. Mais, à l'école, l'adolescente n'en fait qu'à sa tête... Au cours d'une de ses fugues, elle apprend les désillusions sentimentales de sa sœur. Elle l'incite à ne pas se résigner et la pousse à quitter le domicile conjugal. Les deux filles s'installent alors chez un avocat ruiné.

## Fiche technique
- Titre français : La Terreur du pensionnat ou Nicoletta, la terreur du pensionnat[3]
- Titre original italien : Il birichino di papà
- Réalisation : Raffaello Matarazzo
- Scénario : Raffaello Matarazzo, Alessandro De Stefani, Cesare Zavattini d'après l'opéra-comique de Henny Koch
- Photographie : Clemente Santoni - Noir et blanc 1,37 : 1
- Musique : Nino Rota
- Décors : Gastone Medin
- Montage : Mario Serandrei
- Costumes : Ines de Fornari
- Production : Lux Film
- Pays d'origine :  Royaume d'Italie
- Durée : 79 minutes
- Sortie : 
  - Royaume d'Italie (1861-1946) : 6 février 1943
  - France : 15 décembre 1944[3]

## Distribution
- Chiaretta Gelli : Nicoletta
- Armando Falconi : Leopoldo Giovannini
- Dina Galli : la marquise
- Amelia Chellini : Elisa
- Anna Vivaldi (it) (Anna Proclemer) : Livia, la sœur de Nicoletta
- Carlo Campanini : avocat Marchi
- Paola Borboni : la directrice du collège